# Puchar Polski w hokeju na lodzie 2005
Puchar Polski w hokeju na lodzie 2005 – 8. edycja Pucharu Polski w hokeju na lodzie została rozegrana w dniach 29–30 grudnia 2005 roku.
Do rozgrywek zgłosiły się cztery zespoły, które grały turniej systemem pucharowym w Nowym Targu:
- Podhale Nowy Targ (obrońca pucharu)
- Unia Oświęcim
- Stoczniowiec Gdańsk
- TKH Toruń

## Wyniki

### Półfinały
| 29 grudnia 2005 | Dwory SA Unia Oświęcim | 2:3 pk. | TKH TKE Toruń | Miejska Hala Lodowa, Nowy Targ |

| Szczegóły      | Szczegóły                           | Szczegóły                 | Szczegóły                         | Szczegóły |
| -------------- | ----------------------------------- | ------------------------- | --------------------------------- | --------- |
| Godzina: 15:00 | M. Kwiatek 10:00 T. Wołkowicz 33:00 | (0:1, 2:1, 0:0, 0:0, 0:2) | 31:00 P. Koseda 34:00 P. Bomastek |           |
| Godzina: 15:00 | 12 min. kar                         |                           | 10 min. kar                       |           |

| 29 grudnia 2005 | Wojas Podhale SSA Nowy Targ | 6:2 | GKS Stoczniowiec Gdańsk | Miejska Hala Lodowa, Nowy Targ |

| Szczegóły      | Szczegóły | Szczegóły       | Szczegóły                                                       | Szczegóły   |
| -------------- | --- | --------------- | --------------------------------------------------------------- | ----------- |
| Godzina: 18:30 | J. Różański (EQ) 00:25 (R. Sroka – M. Kolusz) J. Różański 11:00 (M. Kolusz) J. Różański 36:00 Z. Podlipni (M. Kacíř – J. Zamojski) S. Łabuz 40:00 (J. Zamojski) S. Łabuz (PP2) 55:00 | (2:1, 3:1, 1:0) | 15:00 Z. Jurásek (Banasiewicz) 31:00 Z. Jurásek (M. Urbanowicz) | Widzów: 800 |
| Godzina: 18:30 | min. kar |                 | min. kar                                                        | Widzów: 800 |

### Finał
| 30 grudnia 2005 | Wojas Podhale SSA Nowy Targ | 4:5 pk. | TKH TKE Toruń | Miejska Hala Lodowa, Nowy Targ |

| Szczegóły      | Szczegóły | Szczegóły                 | Szczegóły | Szczegóły    |
| -------------- | --- | ------------------------- | --- | ------------ |
| Godzina: 18:00 | (M. Kolusz) J. Różański (PP) 25:39 (M. Kacíř) M. Kolusz (EQ) 33:19 (M. Kacíř – Ł. Wilczek) J. Różański (EQ) 38:39 (J. Różański) M. Kacíř (EQ) 45:58 | (1:0, 2:3, 1:1, 0:0, 3:4) | 04:28 (PP) D. Laszkiewicz (V. Romanovskis) 27:55 (PP) P. Koseda (M. Mravec) 36:45 (EQ) V. Romanovskis (R. Suchomski – D. Laszkiewicz) 42:35 (EQ) M. Mravec (P. Bomastek) 65:00 (SO) R. Suchomski | Widzów: 1600 |
| Godzina: 18:00 | 10 min. kar |                           | 22 min. kar | Widzów: 1600 |

Autorem zwycięskiego trafienia w 12 serii zarządzonych po meczu najazdach był Robert Suchomski.